# Chorizanthe viridis
Chorizanthe viridis är en slideväxtart som beskrevs av Rodolfo Amando Philippi. Chorizanthe viridis ingår i släktet Chorizanthe och familjen slideväxter. Inga underarter finns listade i Catalogue of Life.